# Australocarcinus
Australocarcinus is een geslacht van kreeftachtigen uit de klasse van de Malacostraca (hogere kreeftachtigen).

## Soorten
- Australocarcinus kanaka Davie & Guinot, 1996
- Australocarcinus palauensis Davie & Guinot, 1996
- Australocarcinus riparius Davie, 1988